# 英仙座1
英仙座1，又名BD+54 396，HD 11241、SAO 22690、HR 533，是英仙座的一颗恒星，视星等为5.52，位于銀經131.57，銀緯-6.7，其B1900.0坐标为赤經1h 45m 25s，赤緯+54° -6.7′ 8″。